# Revolución de Amor Tour
Revolución de Amor Tour fue una gira musical de la banda de rock Maná en apoyo a su álbum Revolución de amor. La gira comenzó la primera etapa en Norteamérica el 29 de septiembre de 2002 en Denver, Estados Unidos y finalizó en Aguascalientes, México el 7 de diciembre de 2003.

## Canciones
1. Justicia, tierra y libertad
2. Oye mi amor
3. Hechicera
4. Déjame entrar
5. De pies a cabeza
6. Ay, doctor
7. ¿Dónde jugarán los niños?
8. Mariposa traicionera
9. Cuando los ángeles lloran
10. Cachito
11. Eres mi religión
12. Me vale
13. Se me olvidó otra vez
14. Drum solo por Álex González
15. Guitar solo por Sergio Vallín
16. Vivir sin aire
17. Ángel de amor
18. Corazón espinado
19. Rayando el sol
20. Clavado en un bar
21. En el muelle de San Blas

## Fechas
| Norteamérica                              |                         |                      |                      |                                           |                       |                       |          |       |                     |  |
| #                                         | Fecha                   | Ciudad               | País                 | Arena / Auditorio / Estadio               | Nota                  |                       |          |       |                     |  |
| 1                                         | 29 de septiembre, 2002  | Denver               | Estados Unidos       | Magness Arena                             |                       |                       |          |       |                     |  |
| 2                                         | 2 de octubre, 2002      | Las Vegas            | Estados Unidos       | Mandalay Bay Events Center                |                       |                       |          |       |                     |  |
| 3                                         | 4 de octubre, 2002      | Chula Vista          | Estados Unidos       | Coors Amphitheatre                        |                       |                       |          |       |                     |  |
| 4                                         | 5 de octubre, 2002      | Santa Bárbara        | Estados Unidos       | Santa Barbara Bowl                        |                       |                       |          |       |                     |  |
| 5                                         | 6 de octubre, 2002      | San José             | Estados Unidos       | Compaq Center en San José                 |                       |                       |          |       |                     |  |
| 6                                         | 10 de octubre, 2002     | Los Ángeles          | Estados Unidos       | Universal Amphitheatre                    | Agotado               |                       |          |       |                     |  |
| 7                                         | 11 de octubre, 2002     | Los Ángeles          | Estados Unidos       | Universal Amphitheatre                    | Agotado               |                       |          |       |                     |  |
| 8                                         | 12 de octubre, 2002     | Los Ángeles          | Estados Unidos       | Universal Amphitheatre                    | Agotado               |                       |          |       |                     |  |
| 9                                         | 13 de octubre, 2002     | Los Ángeles          | Estados Unidos       | Universal Amphitheatre                    | Agotado               |                       |          |       |                     |  |
| 10                                        | 16 de octubre, 2002     | Dallas               | Estados Unidos       | Dallas Convention Center Arena            |                       |                       |          |       |                     |  |
| 11                                        | 18 de octubre, 2002     | Houston              | Estados Unidos       | Cynthia Woods Mitchell Pavilion           |                       |                       |          |       |                     |  |
| 12                                        | 20 de octubre , 2002    | San Antonio          | Estados Unidos       | Verizon Wireless Amphitheatre             |                       |                       |          |       |                     |  |
| MTV Video Music Awards Latinoamérica 2002 |                         |                      |                      |                                           |                       |                       |          |       |                     |  |
| -                                         | 24 de octubre, 2002     | Miami                | Estados Unidos       | Miami Beach Convention Center             | No Fue parte del tour |                       |          |       |                     |  |
| Norteamérica                              |                         |                      |                      |                                           |                       |                       |          |       |                     |  |
| 13                                        | 25 de octubre, 2002     | Miami                | Estados Unidos       | Miami Arena                               |                       |                       |          |       |                     |  |
| 14                                        | 28 de octubre, 2002     | Nueva York,          | Estados Unidos       | Madison Square Garden                     |                       |                       |          |       |                     |  |
| 15                                        | 29 de octubre , 2002    | Boston               | Estados Unidos       | Paul E. Tsongas Arena                     |                       |                       |          |       |                     |  |
| 16                                        | 31 de octubre, 2002     | Chicago              | Estados Unidos       | Allstate Arena                            |                       |                       |          |       |                     |  |
| Europa                                    |                         |                      |                      |                                           |                       |                       |          |       |                     |  |
| #                                         | Fecha                   | Ciudad               | país                 | Arena / Auditorio / Estadio               | Nota / Comentario     |                       |          |       |                     |  |
| 17                                        | 7 de noviembre, 2002    | Zaragoza             | España               | Príncipe Felipe Arena                     |                       |                       |          |       |                     |  |
| 18                                        | 9 de noviembre, 2002    | Madrid               | España               | Palacio de Vistalegre                     |                       |                       |          |       |                     |  |
| 19                                        | 10 de noviembre, 2002   | Madrid               | España               | Palacio de Vistalegre                     |                       |                       |          |       |                     |  |
| 20                                        | 12 de noviembre, 2002   | La Coruña            | España               | Plaza de Toros de La Coruña               |                       |                       |          |       |                     |  |
| 21                                        | 14 de noviembre, 2002   | San Sebastián        | España               | Plaza de Toros de Illumbe                 |                       |                       |          |       |                     |  |
| 22                                        | 16 de noviembre, 2002   | Barcelona            | España               | Palau Sant Jordi                          |                       |                       |          |       |                     |  |
| Norteamérica                              |                         |                      |                      |                                           |                       |                       |          |       |                     |  |
| #                                         | Fecha                   | Ciudad               | País                 | Arena / Auditorio / Estadio               | Nota / comentario     |                       |          |       |                     |  |
| 23                                        | 28 de noviembre, 2002   | Ciudad de México     | México               | Auditorio Nacional                        |                       |                       |          |       |                     |  |
| 24                                        | 29 de noviembre, 2002   | Ciudad de México     | México               | Auditorio Nacional                        |                       |                       |          |       |                     |  |
| 25                                        | 30 de noviembre, 2002   | Ciudad de México     | México               | Auditorio Nacional                        |                       |                       |          |       |                     |  |
| 26                                        | 4 de noviembre, 2002    | Monterrey            | México               | Auditorio Coca Cola                       |                       |                       |          |       |                     |  |
| 27                                        | 6 de diciembre, 2002    | Ciudad de México     | México               | Auditorio Nacional                        |                       |                       |          |       |                     |  |
| 28                                        | 7 de diciembre, 2002    | Ciudad de México     | México               | Auditorio Nacional                        |                       |                       |          |       |                     |  |
| 29                                        | 11 de diciembre, 2002   | Guadalajara          | México               | Plaza Nuevo Progreso                      |                       |                       |          |       |                     |  |
| Europa                                    |                         |                      |                      |                                           |                       |                       |          |       |                     |  |
| #                                         | Fecha                   | Ciudad               | País                 | Arena / Auditorio / Estadio               | Nota / comentario     |                       |          |       |                     |  |
| 30                                        | 6 de febrero, 2003      | Hamburgo             | Alemania             | Show en vivo                              |                       |                       |          |       |                     |  |
| 31                                        | 11 de febrero, 2003     | París                | Francia              | Le Trabendo                               |                       |                       |          |       |                     |  |
| Latinoamérica                             |                         |                      |                      |                                           |                       |                       |          |       |                     |  |
| #                                         | Fecha                   | Ciudad / Estado      | País                 | Arena / Auditorio / Estadio               | Nota / Comentario     |                       |          |       |                     |  |
| 32                                        | 19 de febrero, 2003     | Viña del Mar         | Chile                | Anfiteatro de la Quinta Vergara           | Festival Viña del Mar |                       |          |       |                     |  |
| 33                                        | 21 de febrero, 2003     | Buenos Aires         | Argentina            | Estadio José Amalfitani                   |                       |                       |          |       |                     |  |
| 34                                        | 24 de febrero, 2003     | Montevideo           | Uruguay              | EstacionamientoGéant                      |                       |                       |          |       |                     |  |
| Norteamérica                              |                         |                      |                      |                                           |                       |                       |          |       |                     |  |
| #                                         | Fecha                   | Ciudad               | país                 | Arena / Auditorio / Estadio               | Nota / Comentario     |                       |          |       |                     |  |
| 35                                        | 27 de febrero, 2003     | Campeche             | México               | Foro Ah-Kim-Pech                          |                       |                       |          |       |                     |  |
| Latinoamérica                             |                         |                      |                      |                                           |                       |                       |          |       |                     |  |
| #                                         | Fecha                   | Ciudad               | País                 | Arena / Auditorio / Estadio               | Nota / comentario     |                       |          |       |                     |  |
| 36                                        | 19 de marzo, 2003       | Porto Alegre         | Brasil               | BarOpinião                                |                       |                       |          |       |                     |  |
| 37                                        | 21 de marzo, 2003       | Río de Janeiro       | Brasil               | Citibank Hall                             |                       |                       |          |       |                     |  |
| 38                                        | 22 de marzo, 2003       | São Paulo            | Brasil               | Credicard Hall                            |                       |                       |          |       |                     |  |
| 39                                        | 23 de marzo, 2003       | São Paulo            | Brasil               | Credicard Hall                            |                       |                       |          |       |                     |  |
| 40                                        | 1 de abril, 2003        | Medellín             | Colombia             | Estadio Atanasio Girardot                 |                       |                       |          |       |                     |  |
| 41                                        | 3 de abril, 2003        | Cali                 | Colombia             | Estadio Olímpico Pascual Guerrero         |                       |                       |          |       |                     |  |
| 42                                        | 5 de abril, 2003        | Bogotá               | Colombia             | Estadio El Campín                         |                       |                       |          |       |                     |  |
| 43                                        | 8 de abril, 2003        | Lima                 | Perú                 | Jockey Club del Perú                      |                       |                       |          |       |                     |  |
| 44                                        | 10 de abril, 2003       | Quito                | Ecuador              | Coliseo General Rumiñahui                 |                       |                       |          |       |                     |  |
| 45                                        | 12 de abril, 2003       | Guayaquil            | Ecuador              | Estadio Modelo Alberto Spencer            |                       |                       |          |       |                     |  |
| 46                                        | 9 de mayo, 2003         | Ciudad de Panamá     | Panamá               | Estadio Rommel Fernández                  |                       |                       |          |       |                     |  |
| 47                                        | 11 de mayo , 2003       | Alajuela             | Costa Rica           | Polideportivo Monserrat                   |                       |                       |          |       |                     |  |
| 48                                        | 13 de mayo, 2003        | Santo Domingo        | República Dominicana | Estadio Quisqueya                         |                       |                       |          |       |                     |  |
| 49                                        | 15 de mayo, 2003        | San Juan             | Puerto Rico          | Coliseo Roberto Clemente                  |                       |                       |          |       |                     |  |
| 50                                        | 16 de mayo, 2003        | San Juan             | Puerto Rico          | Coliseo Roberto Clemente                  |                       |                       |          |       |                     |  |
| Europa                                    |                         |                      |                      |                                           |                       |                       |          |       |                     |  |
| #                                         | fecha                   | Ciudad               | país                 | Arena / Auditorio / Estadio               | Nota/ Comentario      |                       |          |       |                     |  |
| 51                                        | 29 de mayo, 2003        | León                 | España               | ÁreaDep de Puente Castro                  |                       |                       |          |       |                     |  |
| 52                                        | 31 de mayo, 2003        | Tenerife             | España               | Campo de fútbol de Adeje                  |                       |                       |          |       |                     |  |
| 53                                        | 3 de junio, 2003        | Berlín               | Alemania             | Columbiahalle                             |                       |                       |          |       |                     |  |
| 54                                        | 4 de junio, 2003        | Hamburgo             | Alemania             | GrosseFreiheit                            |                       |                       |          |       |                     |  |
| 55                                        | 6 de junio, 2003        | Nürburg              | Alemania             | Nürburgring                               | en Rock am Ring       |                       |          |       |                     |  |
| 56                                        | 7 de junio, 2003        | Núremberg            | Alemania             | Frankenstadion                            | en Rock im Park       |                       |          |       |                     |  |
| 57                                        | 12 de junio, 2003       | Barcelona            | España               | Palau Sant Jordi                          |                       |                       |          |       |                     |  |
| 58                                        | 13 de junio, 2003       | Pamplona             | España               | Plaza de Toros de Pamplona                |                       |                       |          |       |                     |  |
| 59                                        | 15 de junio, 2003       | Salamanca            | España               | Plaza de Toros La Glorieta                |                       |                       |          |       |                     |  |
| 60                                        | 17 de junio, 2003       | Almería              | España               | Recinto ferial                            |                       |                       |          |       |                     |  |
| 61                                        | 18 de junio, 2003       | Málaga               | España               | Desconocido                               |                       |                       |          |       |                     |  |
| 62                                        | 20 de junio, 2003       | Elche                | España               | Estadio Manuel Martínez Valero            |                       |                       |          |       |                     |  |
| 63                                        | 21 de junio, 2003       | Los Alcázares        | España               | Estadio José Antonio Pérez                |                       |                       |          |       |                     |  |
| 64                                        | 21 de junio, 2003       | El Campello          | España               | Desconocido                               |                       |                       |          |       |                     |  |
| 65                                        | 26 de junio, 2003       | Madrid               | España               | Las Ventas                                |                       |                       |          |       |                     |  |
| 66                                        | 29 de junio, 2003       | Calviá               | España               | Aquapark                                  |                       |                       |          |       |                     |  |
| 67                                        | 2 de julio, 2003        | Gijón                | España               | Desconocido                               |                       |                       |          |       |                     |  |
| 68                                        | 3 de julio, 2003        | La Coruña            | España               | Plaza de Toros de La Coruña               |                       |                       |          |       |                     |  |
| 69                                        | 5 de julio, 2003        | Cambados             | España               | Antig. Estadio A Merced                   |                       |                       |          |       |                     |  |
| Norteamérica                              |                         |                      |                      |                                           |                       |                       |          |       |                     |  |
| #                                         | Fecha                   | Ciudad               | País                 | Arena / Auditorio / Estadio               | Nota / Comentario     |                       |          |       |                     |  |
| 70                                        | 1 de agosto, 2003       | Ciudad de México     | México               | Palacio de los Deportes                   |                       |                       |          |       |                     |  |
| 71                                        | 6 de agosto, 2003       | Ciudad de México     | México               | Palacio de los Deportes                   |                       |                       |          |       |                     |  |
| 72                                        | 8 de agosto, 2003       | San Luis Potosí      | México               | Estadio Alfonso Lastras                   |                       |                       |          |       |                     |  |
| 73                                        | 9 de agosto, 2003       | Monterrey            | México               | Auditorio Coca-Cola                       |                       |                       |          |       |                     |  |
| 74                                        | 14 de agosto, 2003      | Veracruz             | México               | World Trade Center Veracruz               |                       |                       |          |       |                     |  |
| 75                                        | 16 de agosto, 2003      | Villahermosa         | México               | Teatro Del Parque 2000                    |                       |                       |          |       |                     |  |
| 76                                        | 22 de agosto, 2003      | Chihuahua            | México               | Gimnasio Manuel Bernardo Aguirre          |                       |                       |          |       |                     |  |
| 77                                        | 23 de agosto, 2003      | Ciudad Juárez        | México               | Estadio Olímpico Benito Juárez            |                       |                       |          |       |                     |  |
| Europa                                    |                         |                      |                      |                                           |                       |                       |          |       |                     |  |
| #                                         | Fecha                   | Ciudad               | país                 | Arena / Auditorio / Estadio               | Nota / Comentario     |                       |          |       |                     |  |
| 78                                        | 30 de agosto, 2003      | Tenerife             | España               | Unknown Festival                          |                       |                       |          |       |                     |  |
| Norteamérica                              |                         |                      |                      |                                           |                       |                       |          |       |                     |  |
| #                                         | Fecha                   | Ciudad               | País                 | Arena / Auditorio / Estadio               | Nota / Comentario     |                       |          |       |                     |  |
| 79                                        | 1 de octubre de 2003    | San Diego            | Estados Unidos       | San Diego Sports Arena                    | Agotado               |                       |          |       |                     |  |
| 80                                        | 3 de octubre , 2003     | Carson               | Estados Unidos       | The Home Depot Center                     |                       |                       |          |       |                     |  |
| 81                                        | 5 de octubre, 2003      | San José             | Estados Unidos       | Shoreline Amphitheatre                    |                       |                       |          |       |                     |  |
| 82                                        | 9 de octubre, 2003      | Chicago              | Estados Unidos       | Allstate Arena                            |                       |                       |          |       |                     |  |
| 83                                        | 10 de octubre, 2003     | Chicago              | Estados Unidos       | Allstate Arena                            |                       |                       |          |       |                     |  |
| 84                                        | 12 de octubre, 2003     | Washington D. C.     | Estados Unidos       | Patriot Center                            |                       |                       |          |       |                     |  |
| 85                                        | 13 de octubre, 2003     | Nueva York           | Estados Unidos       | Madison Square Garden                     |                       |                       |          |       |                     |  |
| 86                                        | 16 de octubre, 2003     | Miami                | Estados Unidos       | American Airlines Arena                   |                       |                       |          |       |                     |  |
| 87                                        | 17 de octubre, 2003     | Orlando              | Estados Unidos       | Amway Arena                               |                       |                       |          |       |                     |  |
| 88                                        | 19 de octubre, 2003     | Atlanta              | Estados Unidos       | Arena at Gwinnett Center                  |                       |                       |          |       |                     |  |
| 89                                        | 22 de octubre, 2003     | Laredo               | Estados Unidos       | Laredo Entertainment Center               |                       |                       |          |       |                     |  |
| 90                                        | 24 de noviembre, 2003   | Dallas               | Estados Unidos       | American Airlines Center                  |                       |                       |          |       |                     |  |
| 91                                        | 25 de octubre, 2003     | Houston              | Estados Unidos       | The Cynthia Woods Mitchell Pavilion       |                       |                       |          |       |                     |  |
| Festival Musicx 2003                      | Festival Musicx 2003    | Festival Musicx 2003 | Festival Musicx 2003 | Festival Musicx 2003                      | Festival Musicx 2003  | 25 de octubre de 2003 | Santiago | Chile | Estadio Victor Jara |  |
| 92                                        | 26 de octubre de 2003   | San Antonio          | Estados Unidos       | AT&T Center                               |                       |                       |          |       |                     |  |
| 93                                        | 28 de octubre de 2003   | Phoenix              | Estados Unidos       | Cricket Wireless Pavilion                 |                       |                       |          |       |                     |  |
| 94                                        | 30 de octubre de 2003   | Las Vegas            | Estados Unidos       | Mandalay Bay Events Center                |                       |                       |          |       |                     |  |
| 95                                        | 31 de octubre de 2003   | Los Ángeles          | Estados Unidos       | Universal Amphitheatre                    |                       |                       |          |       |                     |  |
| 96                                        | 1 de noviembre de 2003  | Los Ángeles          | Estados Unidos       | Universal Amphitheatre                    |                       |                       |          |       |                     |  |
| 97                                        | 3 de noviembre de 2003  | Los Ángeles          |                      | Universal Amphitheatre                    |                       |                       |          |       |                     |  |
| 98                                        | 7 de noviembre de 2003  | Tijuana              | México               | Plazade Toros Monumental de Tijuana       |                       |                       |          |       |                     |  |
| 99                                        | 8 de noviembre de 2003  | Mexicali             | México               | ElFex                                     |                       |                       |          |       |                     |  |
| Latinoamérica                             |                         |                      |                      |                                           |                       |                       |          |       |                     |  |
| #                                         | Fecha                   | Ciudad               | país                 | Arena / Auditorio / Estadio               | Nota / Comentario     |                       |          |       |                     |  |
| 100                                       | 21 de noviembre de 2003 | Ciudad de Guatemala  | Guatemala            | Estadio del Ejército                      |                       |                       |          |       |                     |  |
| 101                                       | 23 de noviembre de 2003 | San Salvador         | El Salvador          | Estadio Nacional Jorge El Mágico González |                       |                       |          |       |                     |  |
| Norteamérica                              |                         |                      |                      |                                           |                       |                       |          |       |                     |  |
| #                                         | Fecha                   | Ciudad               | país                 | Guatemala                                 | Nota / Comentario     |                       |          |       |                     |  |
| 102                                       | 26 de noviembre de 2003 | Morelia              | México               | Plaza Monumental de Morelia               |                       |                       |          |       |                     |  |
| 103                                       | 28 de noviembre de 2003 | Guadalajara          | México               | Plaza Nuevo Progreso                      |                       |                       |          |       |                     |  |
| 104                                       | 29 de noviembre de 2003 | Ciudad de México     | México               | Auditorio Nacional                        |                       |                       |          |       |                     |  |
| 105                                       | 30 de noviembre de 2003 | Ciudad de México     | México               | Auditorio Nacional                        |                       |                       |          |       |                     |  |
| 106                                       | 5 de diciembre de 2003  | León                 | México               | Poliforum                                 |                       |                       |          |       |                     |  |
| 107                                       | 6 de diciembre de 2003  | Ciudad de México     | México               | Zócalo                                    |                       |                       |          |       |                     |  |
| 108                                       | 7 de diciembre de 2003  | Aguascalientes       | México               | Estadio Victoria                          |                       |                       |          |       |                     |  |

## Miembros
- Fher voz guitarra eléctrica ritmica y acustica y armónica
- Alex "El Animal" Gonzalez bateria segunda voz y coros
- Juan Diego Calleros bajo
- Sergio Vallin guitarra eléctrica y acústica y coros
- Fernando Vallin guitarras y coros
- Juan Carlos Toribio teclados y sincatrizadores

- Datos: Q7318614